# ميلاني سميث
ميلاني سميث (بالإنجليزية: Melanie Smith)‏ هي ممثلة أمريكية، ولدت في 16 ديسمبر 1962 في الولايات المتحدة.

## أعمال

### مسلسلات
- ديب سبيس ناين

## وصلات خارجية
- ميلاني سميث على موقع IMDb (الإنجليزية)
- ميلاني سميث على موقع ألو سيني (الفرنسية)
- ميلاني سميث على موقع أول موفي (الإنجليزية)
- ميلاني سميث على موقع قاعدة بيانات الفيلم (الإنجليزية)
- ميلاني سميث على موقع كينوبويسك (الروسية)